# USS Fixity (AM-235)
USS Fixity (AM-235) — тральщик типа «Адмирейбл», построенный для ВМС США во время Второй мировой войны. Корабль был заказан и заложен как патрульный корабль USS PCE-908 типа PCE-905, но перед вводом в строй в декабре 1944 года был переименован и реклассифицирован как Fixity (AM-235). Заработал две боевые звезды за службу на Тихом океане во время войны. В ноябре 1946 года списан и переведён в резерв. В январе 1948 года передан Морской комиссии США, которая продала его в торговую службу в 1949 году.

## История
Первоначально названный PCE-908, корабль был спущен на воду 4 сентября 1944 года компанией Puget Sound Bridge and Dredging Company, Сиэтл, Вашингтон; его крёстной матерью стала госпожа П. Дж. Тойен; корабль введён в строй 29 декабря 1944 года под командованием капитан-лейтенанта военно-морского резерва А. П. Кригера.
Отплыв из Сан-Педро, Калифорния, 4 марта 1945 года, «Фиксити» до конца месяца производил тренировки у Гавайских островов, затем пересёк Тихий океан в сопровождении конвоя в Эниветок, Улити и Окинаву. С момента своего прибытия туда 16 мая «Фиксити» занял позицию во внутреннем защитном заслоне, а 22 июня отогнал одинокий японский самолёт, который пытался атаковать его. До 30 августа находился на патрулировании и сопровождении на Окинаве, затем приступил к тралению мин у берегов Кореи, действуя на подходах к Цзиньсену. 8 сентября он встретился с десантным отрядом, доставившим войска для оккупации Цзиньсена, и сопроводил их к месту назначения.
Тральщик прибыл в Сасебо 10 сентября 1945 года и базировался там до февраля 1946 года, занимаясь тралением японских вод, после чего отправился к западному побережью США на разоружение. Выведен из эксплуатации в Бремертоне, штат Вашингтон, 6 ноября 1946 года и передан Морской комиссии 23 января 1948 года.
Был продан компании Jeffersonville Boat and Machine Co. из Джефферсонвилла, штат Индиана, и переоборудован для работы на реках в 1949 году на верфи Paducah Marine Ways, Падука, Кентукки, переименован в M/V Commercial Dixie. Позднее продан морской службе Цинциннати в Ковингтоне, штат Огайо. Затонул в реке Огайо в Мейсвилле, штат Кентукки в конце 1990-х годов.
Fixity получил две боевые звезды за службу во время Второй мировой войны.